# Pirata felix
Pirata felix este o specie de păianjeni din genul Pirata, familia Lycosidae, descrisă de O. P.-cambridge, 1898. Conform Catalogue of Life specia Pirata felix nu are subspecii cunoscute.